# Hector (musiker)

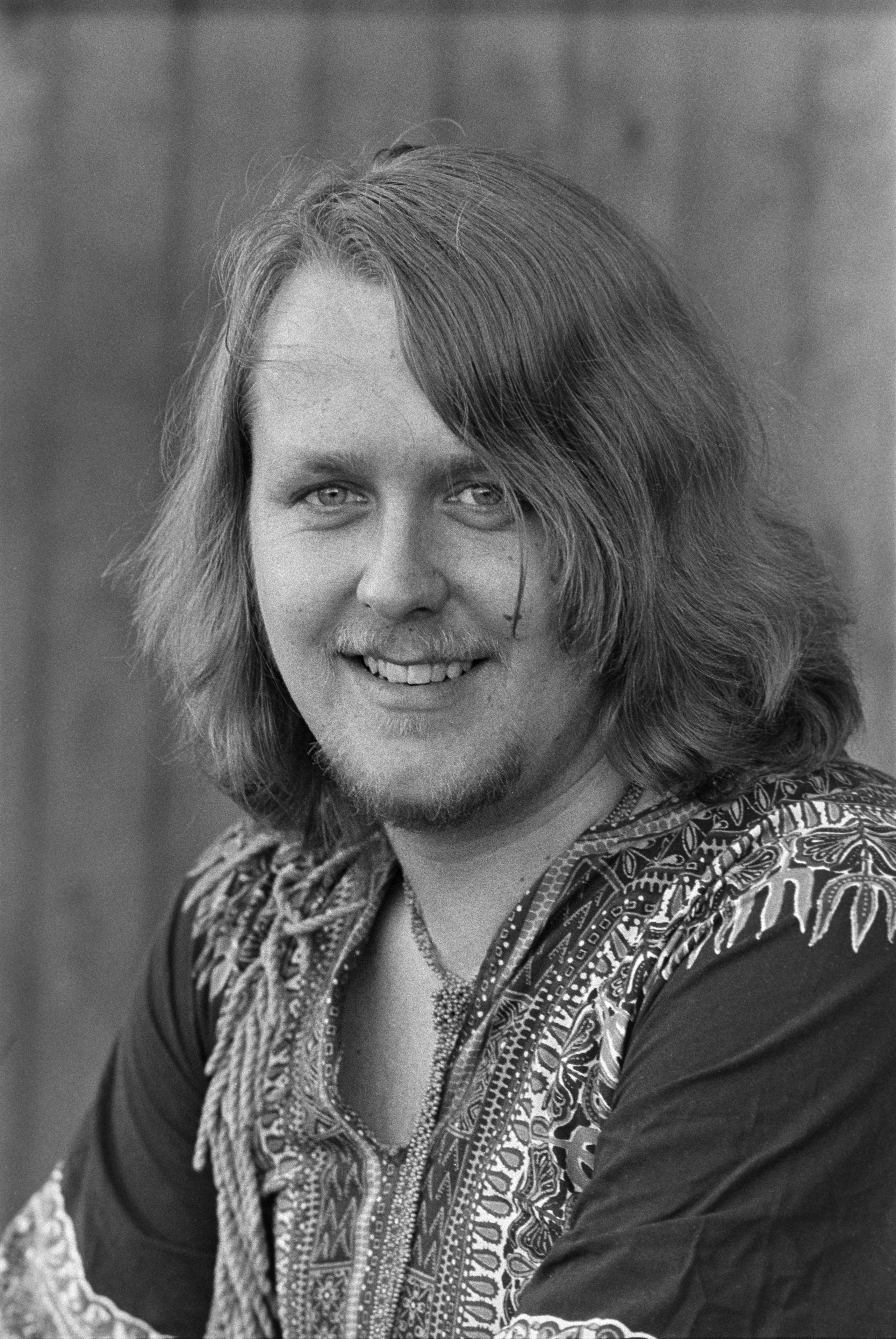
Hector (1970)

Heikki Harma, artistnamnet Hector, född 20 april 1947 i Helsingfors, är en finländsk musiker.
Hector fick sitt genombrott 1965 med låten Palkkasoturi (originalet var Universal Soldier av Buffy Sainte-Marie). Ursprungligen medlem av gitarrgruppen Les Mirages övergick han till den amerikanskinfluerade "folk music"-genren och deltog 1969 i uppsättningen av Hair på Svenska Teatern i Helsingfors. Han har även varit verksam som musikredaktör på Yle Rundradio. Han var också medlem i gruppen Cumulus, som nådde framgång även i Sverige. Med soloalbumet Herra Mirandos (1973) inledde han en karriär som singer-songwriter, vilken innefattat en lång rad skivinspelningar och TV-framträdanden.